# 杜費克角
77°37′S 167°42′E / 77.617°S 167.700°E
杜費克角是南極洲的海岬，位於羅斯島南部，處於泰里角東北面8公里，最高點海拔高度620米，以美國海軍的少將命名，現時由南極條約體系管理。